# إسرائيل وأسلحة الدمار الشامل
يعتقد على نطاق واسع أن إسرائيل تمتلك أسلحة دمار شامل، وهي واحدة من أربع دول مسلحة نووياً، ولكنها غير معترف بها كدولة تمتلك أسلحة نووية في معاهدة الحد من انتشار الأسلحة النووية. وقد قام مكتب التقييم التكنولوجي في الكونغرس الأمريكي بتسجيل إسرائيل كدولة ورد في العموم أن لديها قدرات للحرب الكيماوية غير معلنة، وبرنامج هجومي للحرب البيولوجية. ولا تؤكد إسرائيل رسمياً أو تنفي امتلاكها للأسلحة نووية.
ولكن هناك يقين أن إسرائيل تمتلك أسلحة نووية، وهناك يقين أنها أيضاً تطور أسلحة كيميائية وبيولوجية. انضمت إسرائيل إلى بروتوكول جنيف في 20 فبراير/ شباط عام 1969.

## الأسلحة النووية
يعتقد أن إسرائيل امتلكت القدرة على تصنيع الأسلحة النووية بحلول عام 1967، مكنتها من إنتاج كميات كبيرة من الرؤوس الحربية النووية وهو الذي حدث مباشرة بعد نكسة 1967. على الرغم من عدم وجود إحصاءات رسمية، تشير التقديرات إلى أن إسرائيل تمتلك من 75 إلى ما يصل إلى 400 سلاح نووي، والتي ذكر أنها تشمل أسلحة نووية حرارية في مدى المليون طن تي إن تي. ويورد أيضاً أن إسرائيل تمتلك مجموعة واسعة من أنظمة مختلفة، بما في ذلك القنابل النيوترونية، والأسلحة النووية التكتيكية، وقنابل حقيبة السفر النووية. ويعتقد ان إسرائيل تقوم بتصنيع أسلحتها النووية في مركز النقب للأبحاث النووية، الذي يقع في صحراء النقب جنوبي ديمونة.
وتشمل آليات الإلقاء صواريخ أريحا الباليستية العابرة للقارات، التي يصل مداها إلى 11.500 كيلومتراً، والتي يعتقد أنها مزودة بخيار للضربة المضادة. ويعتقد أن الصواريخ الباليستية الإسرائيلية ذات القدرة النووية مدفونه على عمق كبير تحت الأرض لدرجة أنها سوف تنجو من أي هجوم نووي. بالإضافة إلى ذلك، يعتقد أن إسرائيل لديها القدرة البحرية لضربة نووية مضادة، وذلك باستخدام صواريخ كروز ذات قدرة نووية تطلق من الغواصات، والتي يمكن إطلاقها من غواصات البحرية الإسرائيلية من طراز دولفين. على الرغم من أن سلاح الجو الإسرائيلي يفتقر إلى القاذفات الاستراتيجية، فان الطائرات المقاتلة اف-15اى واف-16اى صوفا قادرة على إيصال الأسلحة النووية إلى مسافات إستراتيجية باستخدام أسطول جوي من طراز بوينغ 707 معدلة للتزود بالوقود جواً.
وتحافظ الحكومة الإسرائيلية على سياسة الغموض المتعمد بخصوص ما إذا كان لديها أسلحة نووية، وتكتفي بالقول بأنها "لن تكون أول من يدخل السلاح النووي إلى الشرق الأوسط. ومع ذلك فإنه وفي عام 1998 اعترف رئيس الوزراء الإسرائيلي السابق شيمون بيريز بتطوير إسرائيل ل"قوة نووية" ليس لتكرار ما حدث في هيروشيما وإنما لتنفيذ اتفاقية أوسلو. ومصطلح "قوة نووية" هنا قد يعني سلاح نووي أو مفاعل نووي كالذي في ديمونة. وقد كان محمد البرادعي المدير العام السابق للوكالة الدولية للطاقة الذرية يعتبر إسرائيل كدولة تمتلك أسلحة نووية. معظم ما هو معروف عن البرنامج النووي الإسرائيلي يأتي من الإفشاء عن ذلك في عام 1986 عن طريق مردخاي فعنونو، وهو فني في مركز النقب للأبحاث النووية قام بتصوير بعض الأفلام، وقام بسرقة بعض الملفات المدرجة تحت صنف سري للغاية. وكان فعنونو قد زود صحيفة صنداى تايمز التي تصدر في لندن بتلك المعلومات في 5 أكتوبر/ تشرين الأول، من ذلك العام. بعد انتشار الخبر قام الموساد الإسرائيلي باختطافه وإيداعه السجن لمدة 18 سنة، 12 سنة منها في حبس انفرادي. وفي عام 2006 صرح رئيس الحكومة الإسرائيلي أولمرت عن امتلاك إسرائيل لسلاح نووي.
وإسرائيل لم توقع على معاهدة الحد من انتشار الأسلحة النووية، ولكنها تزعم انها تدعم إنشاء منطقة شرق أوسط خالية من أسلحة الدمار الشامل.

## الأسلحة الكيميائية
وقعت إسرائيل على اتفاقية حظر الاسلحة الكيميائية لكنها لم تصادق عليها. وهناك توقعات بأن إسرائيل تمتلك برنامجاً للأسلحة الكيميائية لربما يكون مقرة في معهد إسرائيل للابحاث البيولوجية في نيس زيونا، تل ابيب.
تم اكتشاف 190 لتر من ثنائي ميثيل الميثيل فسفونات في حمولة تابعة لرحلة العال للطيران 1862، وهي مادة كيميائية مدرجة في جدول 2 من اتفاقية حظر الاسلحة الكيميائية تستخدم في تركيب غاز الأعصاب سارين، بعد أن تحطمت الطائرة في عام 1992 وهي في طريقها إلى تل أبيب. أصرت إسرائيل أن المادة كانت غير سامة، وأنها كانت لتُستَخدم في اختبار المرشحات التي تحمي الأفراد من الأسلحة الكيميائية، وأنها أدرجت بشكل واضح على بيان الحمولة وفقاً للوائح الدولية. كانت الشحنة صادرة من مصنع أمريكي للمواد الكيميائية إلى «معهد إسرائيل للابحاث البيولوجية» بترخيص من وزارة التجارة الأمريكية.
في عام 1993، قام مكتب التقييم التكنولوجي التابع للكونغرس الأمريكي بخصوص تقييم انتشار أسلحة الدمار الشامل بتسجيل إسرائيل كدولة ورد في العموم أن لديها قدرات للحرب الكيماوية غير معلنة. وفي عام 1998، قال نائب مساعد وزير الدفاع الامريكى السابق المسؤول عن الدفاع الكيماوي والبيولوجي، بيل ريتشاردسون: «ليس لدي شك في أن إسرائيل عملت في (أشياء) هجومية كيميائية وبيولوجية كليهما لفترة طويلة... ليس هناك شك أن لديهم (اشياء) منذ عدة سنوات». وكان ماركوس كلينغبرغ قد أمضى 20 سنة في السجن كعقوبة عن البوح بأسرار إسرائيل الكيميائية للاتحاد السوفييتي.
إسرائيل ليست مستعدة جيداً للدفاع ضد هجوم بالأسلحة الكيميائية، كما يمكن أن يحدث مع نقل أسلحة كيميائية من سورية لحزب الله. ومع ذلك فقد حذر رئيس الأركان العامة في الجيش الإسرائيلي بيني جانتز أن أي ضربة إسرائيلية لمنع هذا يمكن أن تؤدي إلى «صراع أوسع نطاقاً».

## الأسلحة البيولوجية
يعتقد ان إسرائيل قد طورت قدرة هجومية على الحرب البيولوجية. وقد قام مكتب التقييم التكنولوجي للكونغرس الأمريكي بتسجيل إسرائيل كدولة تمتلك على المدى الطويل، برنامجاً للحرب البيولوجية غير معلن. إسرائيل ليست من الدول الموقعة على اتفاقية الأسلحة البيولوجية والسامة. ومن المفترض أن معهد إسرائيل للأبحاث البيولوجية في نيس زيونا يطور لقاحات وترياقات من أجل الحرب الكيميائية والبيولوجية. ولم يكن من الممكن أن نستنتج ما إذا كانت إسرائيل حالياً تبقى على برنامج للأسلحة البيولوجية الهجومية؛ إذ أنه من المتكهن أن إسرائيل تحتفظ لنفسها بقدرة نشطة لإنتاج ونشر الأسلحة البيولوجية.
ومن المتوقع أن يكون برنامج تصنيع الاسلحة البيولوجية الإسرائيلي موجود في معهد إسرائيل للابحاث البيولوجية في نيس زيونا.

## إسرائيل تزيد من نسبة تركيز العناصر المشعة
كشفت دراسة جديدة عن زيادة في نسبة تركيز العناصر المشعة من مفاعل ديمونة الإسرائيلي، وهو ما يؤدي إلى أضرار صحية خاصة ما يتعلق بالإصابة بأمراض السرطان في مدن الضفة الغربية.
وقال محمود سعادة مسؤول فرع فلسطين للأطباء الدوليين لمنع نشوب حرب نووية في دراسته إنه بعد إجراء فريق البحث من جامعة الخليل لعينات مختلفة من التربة، وجد ارتفاع في نسبة تركيز عناصر اليورانيوم (U238) في عينات من تربة مدينة حلحول شمالي الخليل، وصل على 105 بيكريل/كغم.
كما وصلت تلك العناصر في بعض عينات التربة في تربة بيت أمر إلى 98 بيكريل/كغم وهو أكبر بثلاثة أضعاف من المتوسط العالمي الذي يبلغ 30 بيكريل/كغم.
كما أكد سعادة أنه بالنسبة لعنصر السيزيوم (137CS) الصناعي الناتج عن التسرب الإشعاعي النووي أو من التفجيرات النووية، ارتفعت نسبة تركيز العناصر المشعة والناتجة عن تحلل أنوية ذرات تلك العناصر في الهواء الطلق كثيرا في مناطق محافظة الخليل.

### نسبة عالية
وفي تعليقه على الدراسة قال إن التركيز الطبيعي يجب أن يكون صفرا لكل كغم، وبالتالي تكون النسبة الموجودة في الخليل عالية جدا، وإنها لم تسجل إلا في مناطق أوروبا الشرقية عندما انفجر مفاعل تشيرنوبل.
وأضاف الباحث في تصريحات «للجزيرة نت» أن الخطورة في المناطق الفلسطينية تكمن في انتشار تلك المواد المشعة وظهورها في مناطق أخرى غير الخليل، ما يثير الاعتقاد بأن الانتشار سيعم كل المناطق الغربية للضفة، ليس فقط ما ظهر مؤخرا في مناطق شمال المدينة.
كما طالب بضرورة فحص المناطق المتاخمة للحدود الإسرائيلية أي خطوط الهدنة للعام 1948.
وعن الأضرار المتوقعة من تلك الإشعاعات قال سعادة إن هناك تزايدا بأعداد الإصابات بالأمراض السرطانية وتشوهات الأجنة والإعاقات والإجهاضات المتكررة، خاصة مع عدم وجود الأجهزة الخاصة بالفحوص والمعالجات ونقص الأدوية في مناطق السلطة الفلسطينية.
كما أنتقد عجز السلطة عن اتخاذ قرارات خاصة بالوضع، وعدم طرحه أمام المحافل الدولية، إضافة إلى عدم اتخاذ الإرشادات الوقائية وطرق مقاومة هذه الإشعاعات التي تقع على جميع مؤسساتها.
وتوقع الباحث بزيادة الإشعاعات في كل المناطق الفلسطينية، وشدد على أن هناك مدافن للنفايات الإسرائيلية في مناطق متعددة بالضفة لرخص تكلفتها، حيث إن تكلفة التخلص من البرميل الواحد للنفايات في الخارج يقارب 5000 دولار، بينما تقدر التكلفة في المناطق المحتلة بـ20 دولارا فقط.

## أدبيات
قصة جون دوغلاس غراي المثيرة «إرث نوفاك». The Novak Legacy

## اقرأ أيضا
- جنوب أفريقيا وأسلحة الدمار الشامل
- حادثة فيلا